# Vincenzo Giustiniani (bispo de Gravina di Puglia)
Vincenzo Giustiniani (falecido em 1614) foi um prelado católico romano que serviu como bispo de Gravina di Puglia (1593–1614).

## Biografia
Vincenzo Giustiniani nasceu em Chios, na Grécia, em 1550. No dia 2 de agosto de 1593, foi nomeado bispo de Gravina di Puglia durante o papado do Papa Clemente VIII. A 29 de agosto de 1593, foi consagrado bispo por Alfonso Gesualdo di Conza, cardeal-bispo de Ostia e Velletri, com Melchiorre Pelletta, bispo titular de Crisópolis na Arábia, e Cristóbal Robuster y Senmanat, bispo de Orihuela, servindo como co-consagradores. Serviu como Bispo de Gravina di Puglia até à sua morte em 1614.
Enquanto bispo, foi o principal co-consagrador de Marco Giustiniani, Bispo de Chios (1604).